# Красная Поляна (Карачевский район)
Кра́сная Поля́на — посёлок в Карачевском районе Брянской области, в составе Карачевского городского поселения. 

Расположен в семи километрах к северо-западу от Карачева. Население — 31 человек (2010).

## История
Упоминается с 1920-х годов; до 2005 года входил в Трыковский сельсовет.
| Годы      | 1926 | 1979 | 1989 | 2002 | 2010 |
| --------- | ---- | ---- | ---- | ---- | ---- |
| Население | 40   | 85   | 45   | 17   | 31   |